# Gunfright
Gunfright est un jeu vidéo d’action-aventure développé par Ultimate Play the Game  et publié par U.S. Gold sur ZX Spectrum, Amstrad CPC et MSX en 1985. Dans le jeu, le joueur incarne un shérif  de la ville de Black Rock devant éliminer les hors-la-loi sévissant dans la région. Le jeu a été développé après la sortie de Nightshade et réutilise le même moteur de jeu, le Filmation II, permettant le rendu des images sans qu’elles se superposent. À sa sortie, le jeu reçoit un accueil plutôt positif de la presse spécialisée, les critiques saluant ses graphismes et sa présentation mais regrettant ses nombreuses similitudes avec son prédécesseur. En 2015, le jeu a été republié dans une compilation publié sous le titre Rare Replay sur Xbox One.

## Accueil
| Gunfright                |      |       |
| Média                    | Pays | Notes |
| Your Sinclair            | US   | 7/10  |
| Crash Magazine           | US   | 93%   |
| Computer and Video Games | US   | 28/40 |
| Computer Gamer           | US   | 95%   |